# والتر ماكس تسيمرمان
والتر ماكس تسيمرمان (بالألمانية: Walter Zimmermann)‏ (و. 1892 – 1980 م) هو عالم نبات، وإحاثي من ألمانيا . ولد في فالدورن .
توفي في توبنغن ، عن عمر يناهز 88 عاماً.

## جوائز
حصل على جوائز منها:
- وسام الجدارة من الدرجة الأولى صنف الاستحقاق من جمهورية ألمانيا الاتحادية
- Order of Merit of Baden-Württemberg.